# Hans Eduard Seebaß
Hans Eduard Seebaß (* 21. Januar 1894 in Hehlen; † 25. April 1957 in Braunschweig) war ein lutherischer Theologe, Pastor und Politiker.
Seebaß hatte Pfarrstellen in Groß Dahlum (1922–1925), Schöppenstedt (1925–1930) und am Marienstift in Braunschweig (1930–1957) inne. Ab 1936 war er nebenamtlich erst Oberkirchenrat und ab 1939 Oberlandeskirchenrat in der Kirchenleitung. Als unabhängiger Kandidat war er vom 21. Februar 1946 bis zum 21. November 1946 Mitglied des Ernannten Braunschweigischen Landtags. Er gehörte, u. a. mit Max Witte, zum Lutherischen Bruderkreis, der sich für die faktische Geltung der evangelisch-lutherischen Bekenntnisschriften in der Braunschweigischen Landeskirche einsetzte.